# Малоохтинское кладбище
На Малой Охте за её историю существовало несколько кладбищ. При раскопках бывшей крепости Ниеншанц обнаружены следы по меньшей мере трёх кладбищ — двух русских и одного шведского. В XIX веке наиболее крупными и известными были два кладбища:
- Малоохтинское православное кладбище площадью около 8 га занимало почти всю территорию между современными Малоохтинским и Новочеркасским проспектами, Республиканской улицей и Перевозным переулком. Среди похороненных — художник Алексей Боголюбов, либреттист Егор Розен, писатель Николай Помяловский. Решение об уничтожении церкви Марии Магдалины (1848-57) и прилегающего кладбища было принято в 1938 г. Окончательно уничтожено в начале 1970-х гг. С 2006 года на этом месте ведётся активное строительство жилых домов и офисов.
- Малоохтинское старообрядческое кладбище уступало по размерам предыдущему. Сохранилось на участке между домом 8 корпус 3 по Новочеркасскому проспекту, зданиями завода по Республиканской улице и рекой Охта.

В первой половине XX века также существовало кладбище при сиротском приюте Охтинского братства Пресвятой Богородицы (Республиканская улица, дом 23).